# Catur
Catur (em persa: قطور; romaniz.: Qaṭūr) ou Cotur (em turco: Kotur; em azeri: Qotur; em armênio: Կոտուր) é uma cidade iraniana da província do Azerbaijão Oriental, no condado de Coi, no distrito de Catur. Segundo censo de 2016, havia 5 147 habitantes.

## História
Catur localiza-se às margens do rio Cotur. Na Antiguidade, era o centro do distrito (gavar) de Anzacazória, na província (ascar) da Vaspuracânia do Reino da Armênia. Em 972, o católico Estêvão III (r. 968–972) foi aprisionado em Cotur, onde morreu. Em 1877-78, havia 150 habitantes armênios do total da população. No início do século XX, registrou-se uma população total de 4 500 habitantes. Em 1896, sob a liderança de Xarife Bei, os curdos exterminaram a população armênia e a cidade tornou-se essencialmente curda, sobretudo da tribo dos xacaquitas. A principal ocupação dos citadinos era o cultivo de grãos.